# 印古什自治州
印古什自治州是俄罗斯苏维埃联邦社会主义共和国的一个自治州。仅存在于1924年到1934年。它于1924年的7月7日创建，自1924年的10月16日后，属于北高加索边疆区。该自治州在1934年1月15日与车臣自治州合并为车臣-印古什自治州.